# Френк Борзејги
Френк Борзејги (енгл. Frank Borzage, IPA: ; 23. април 1894 — 19. јун 1962) је био амерички филмски редитељ, глумац и продуцент италијанског порекла. Врло плодан аутор, од 1916. до 1961. режирао је укупно 101 филм. Најпознатији је по мелодрамама, иако је снимао све жанрове. У већини његових филмова уочљива је атмосфера мистичног романтизма. Карактеристике његовог редитељског стила су: „... употреба меког фокуса, прозрачна фотографија, дуга експозиција, љубавни однос, мелодраматска катарза, религиозни нагласак, артифицијелност амбијента, универзално уместо реалног, опште уместо појединачног, антиратна порука“. Освојио је Оскара 1931. за режију филма Зла девојка (енгл. Bad Girl).